# 舜王庙
舜王庙位于浙江省绍兴市柯桥区王坛镇舜王山。相传舜受帝位后，避尧之子丹朱之乱于此，后人遂在此建庙纪念。现存建筑为清咸丰年间重修，清同治元年（1862年）重修。建筑面南向，占地面积1760平方米，由山门、戏台、大殿、后殿、东西厢房、外厢房组成。庙中戏台为重檐歇山顶，内置藻井。1997年8月29日，列入浙江省文物保护单位，2013年5月，列入第七批全国重点文物保护单位。